# Carole Jury
Pour les articles homonymes, voir Jury (homonymie).
Carole Jury est une artiste peintre abstraite contemporaine française, née le 1er juillet 1975 à Oullins près de Lyon en France et vivant à Princeton dans le New Jersey aux États-Unis.

## Biographie
Originaire de la région lyonnaise en France, fille d’agriculteurs, Carole Jury est une artiste peintre et photographe autodidacte.
Titulaire d'un master 1 en sociologie des organisations (université Lumière-Lyon-II) et d’un master 2 en organisations et management des ressources humaines (IGS-RH Lyon), elle a travaillé en France pendant près de quinze ans dans les ressources humaines et la communication. En 2014 elle part à Princeton dans le New Jersey avec son mari ses trois enfants.
Elle travaille les textures ainsi que les reflets de lumière[source insuffisante]. Elle participe également à des expositions. Elle travaille avec des architectes d’intérieur. Elle participe à Women Artists from France to Usa.

## Œuvres
Ses séries s’intitulent La Vie en Rose, Flying Kite, Sweet Darkness, Vegetals, Closer to Heaven, Dark Sea ou encore Music in Fall.

### Flying Kite Series

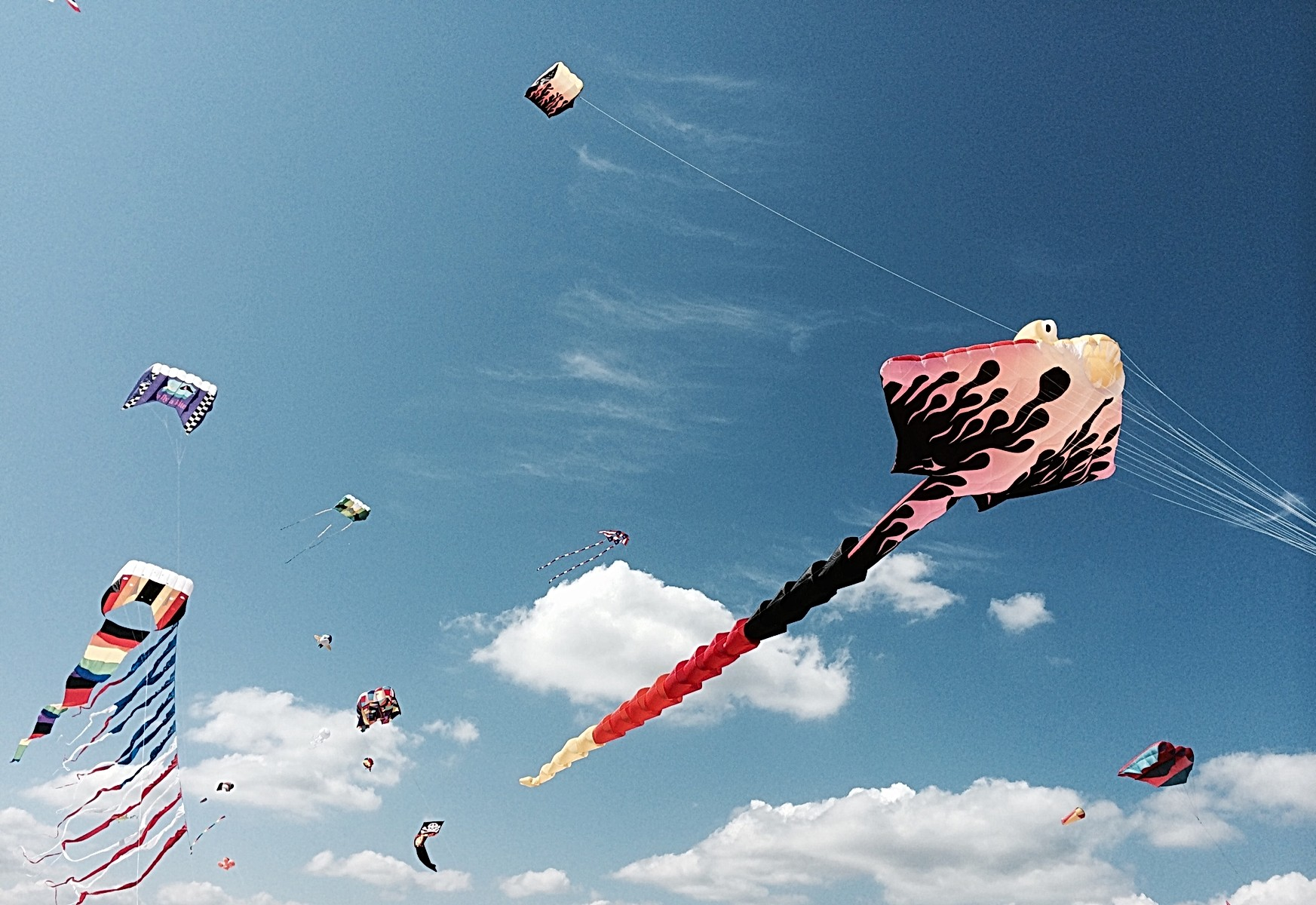
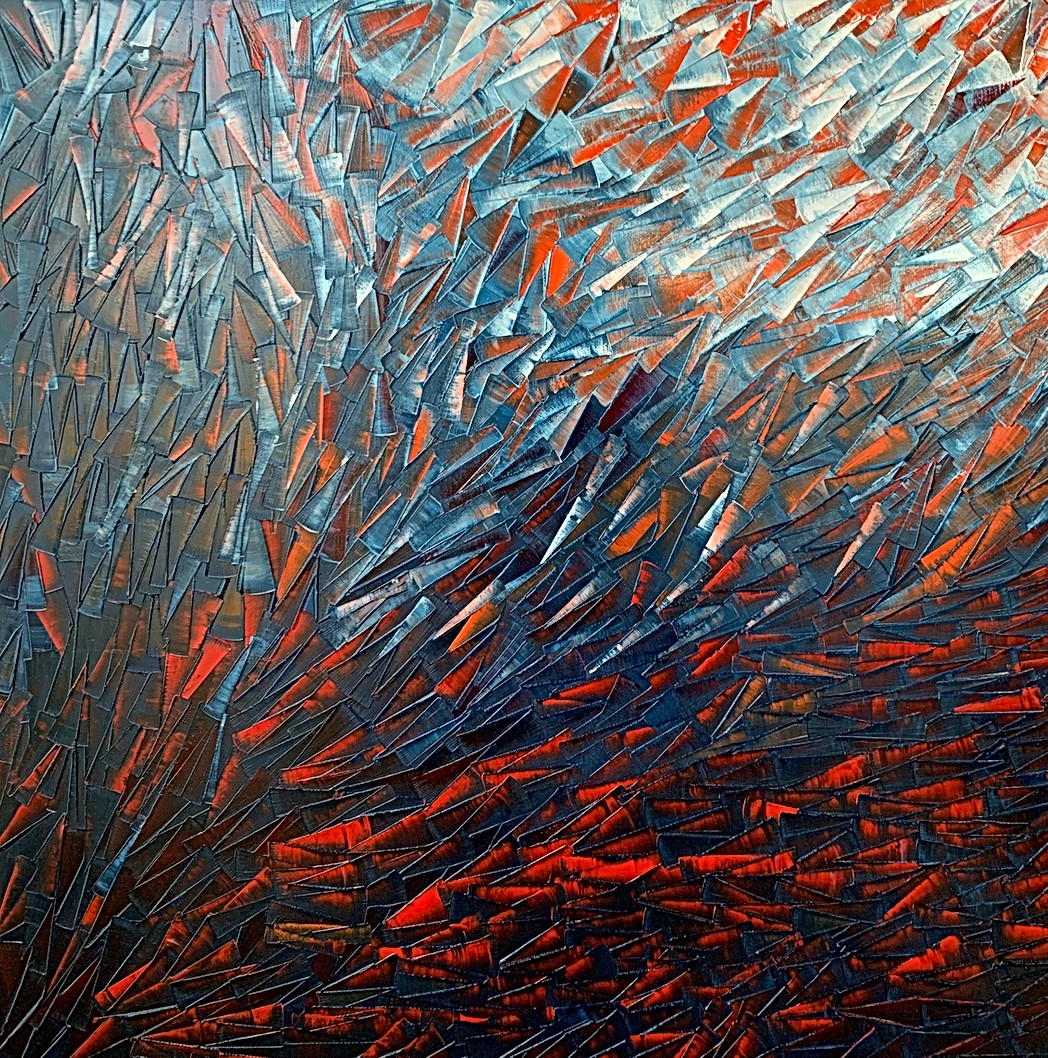
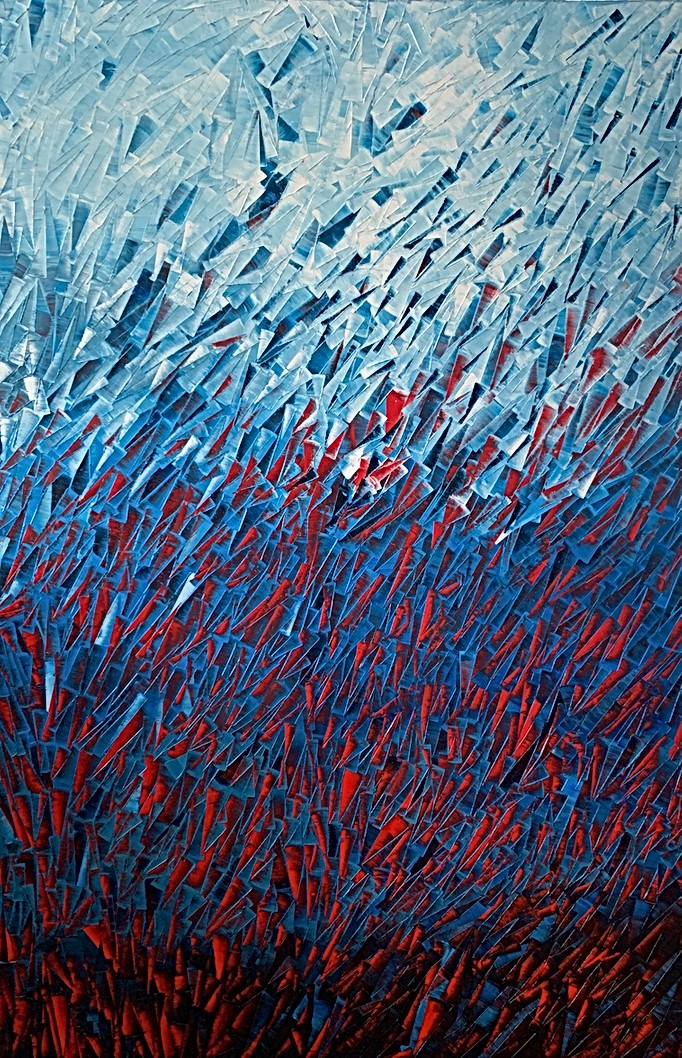

### Never Forget Series

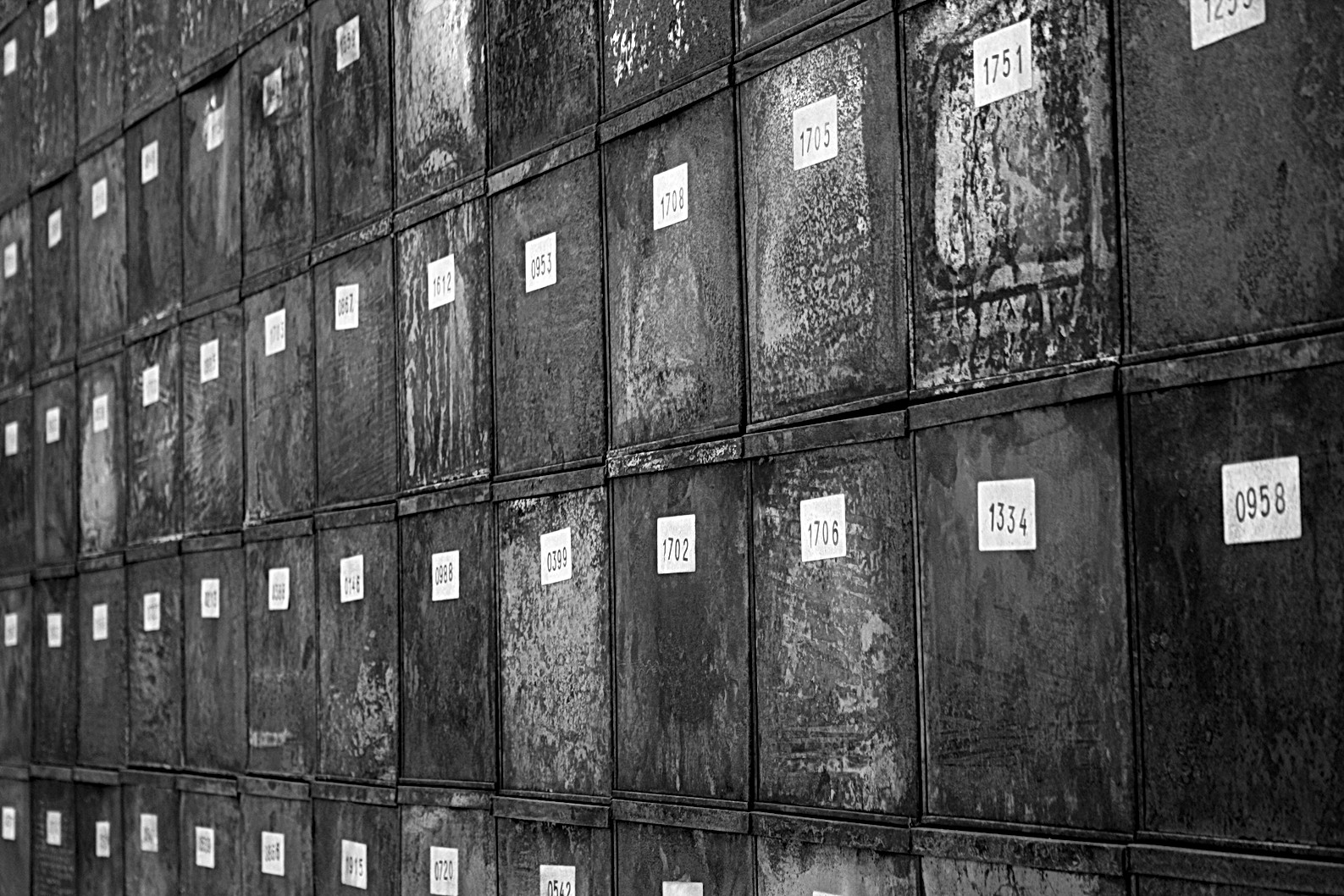
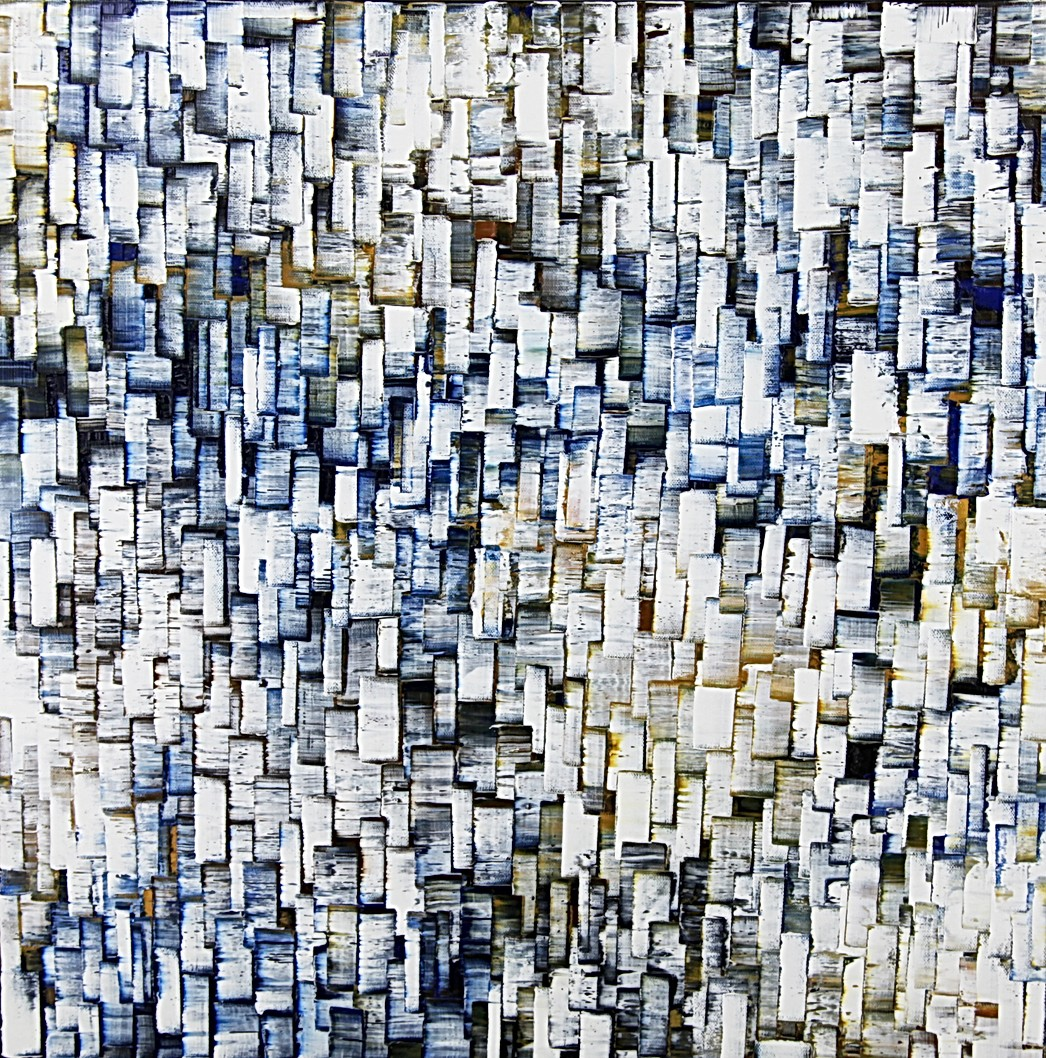
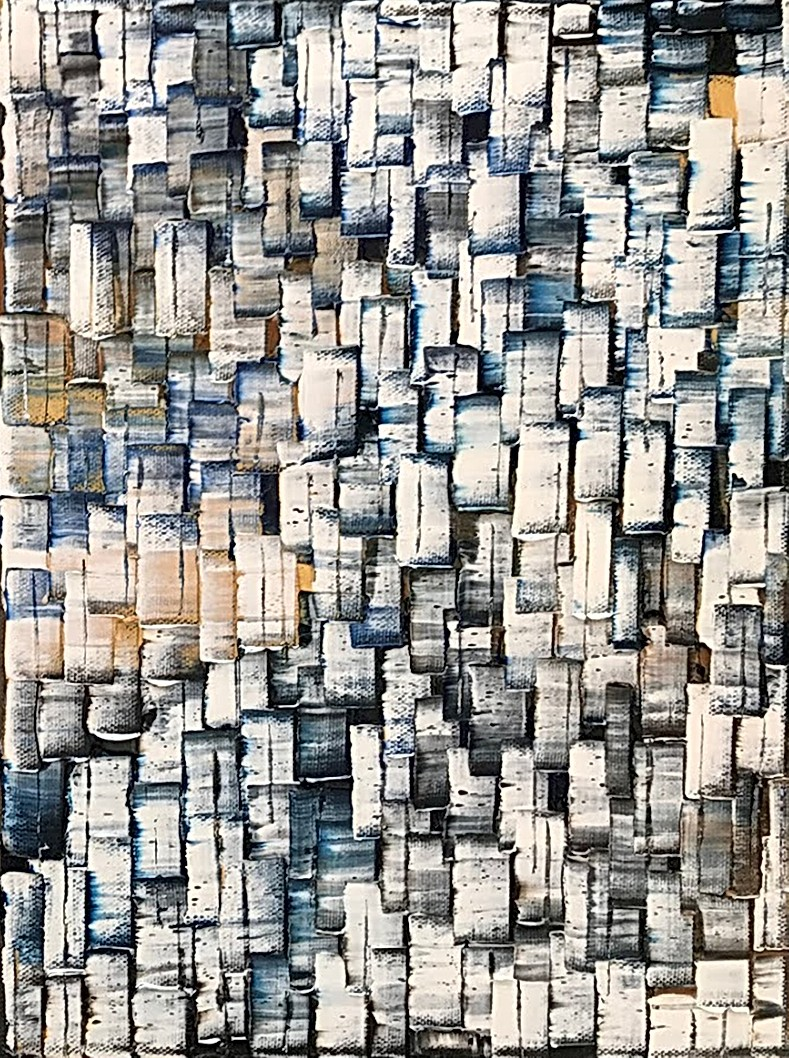

### La Vie en Rose Series

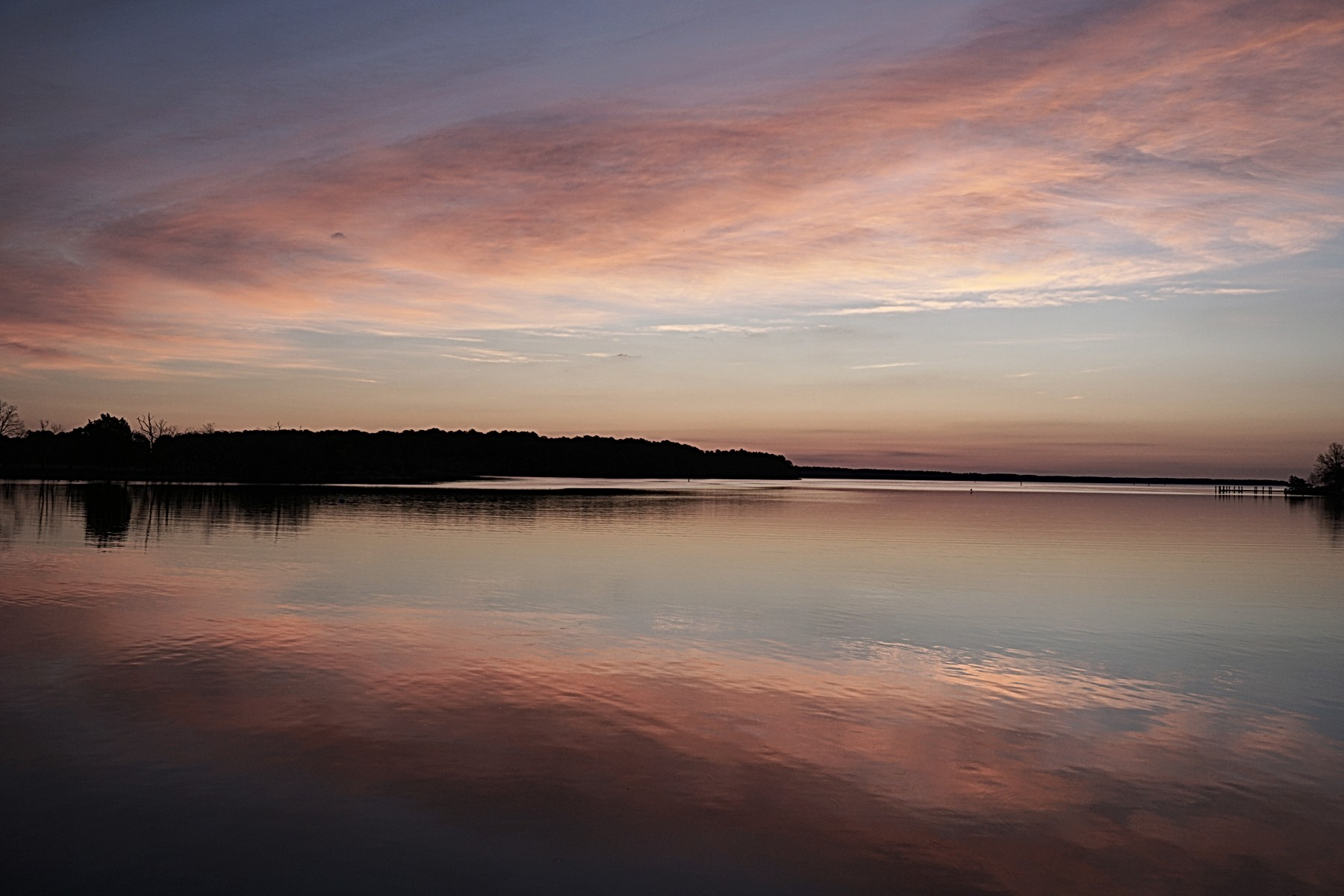
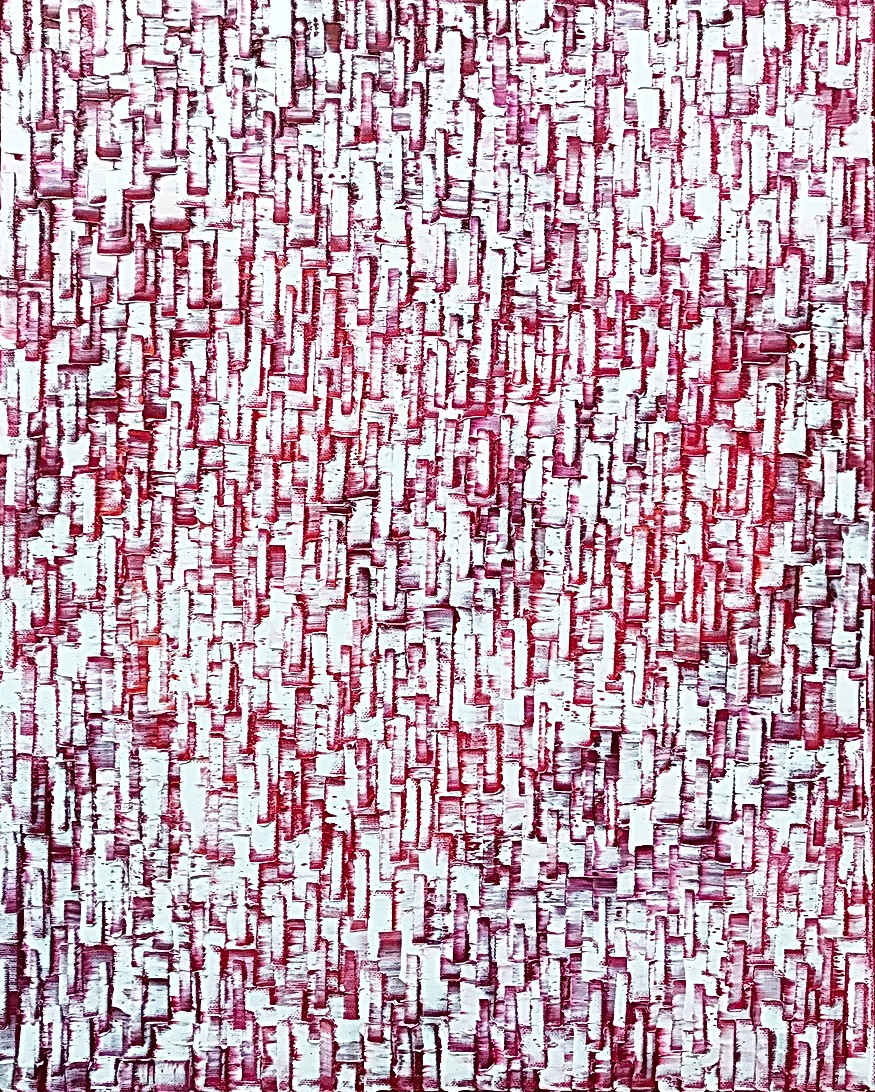
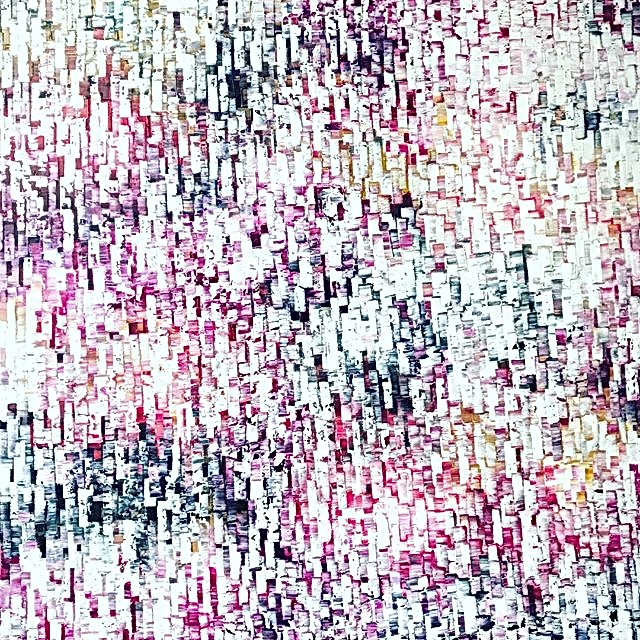